# Vinořský hřbitov
Vinořský hřbitov se nachází v Praze 9 v městské části Vinoř v ulici Mladoboleslavská. Je čtvercového půdorysu o rozloze 1,2 hektaru.

## Historie
Hřbitov byl založen ve 2. polovině 18. století, protože starý hřbitov u kostela Povýšení svatého Kříže již nedostačoval. V roce 1805 byl poprvé rozšířen a v témže roce se přestalo pohřbívat u vinořského kostela. Ke druhému rozšíření došlo v roce 1945 po leteckém útoku na Vinoř dne 25. března 1945, po kterém byly do společného hrobu pohřbeny neidentifikované oběti. Při rozsáhlém náletu tehdy jen v samotné Vinoři zahynulo 49 lidí.
V květnu 1947 při kopání hrobu na místě dřívějšího třešňového sadu, byly nalezeny střepy a zvířecí kosti; později bylo zjištěno, že se jedná o sídlištní hrob lidu kultury s vypíchanou keramikou, tudíž se zde nacházelo pohřebiště již v pravěku. V hrobě byly nalezeny též zdobené i nezdobené střepy, pazourková čepelka a uhlíky.
Na hřbitově se nachází novorenesanční hrobka rodu Czerninů z Chudenic, majitelů vinořského panství. Hrobka, jejíž vznik se datuje mezi léta 1805 a 1815, je zapsána v seznamu kulturních památek. V parčíku před hřbitovem stojí poutní kaple Staroboleslavské cesty (Pakenská), pomník padlým v první světové válce, pomník obětem druhé světové války a pomník Rudoarmějce v místě, kde byli zprvu pohřbeni vojáci Rudé armády.
Nejstarší dochované hroby jsou ze 70. let 19. století. Roku 1932 zde byl pohřben filmový operatér Zdeněk Jiránek. Pohřbívá se sem z Vinoře a okolních obcí, které leží mimo Prahu.